# Rosenberg Trio
Het Rosenberg Trio is een Nederlands jazztrio, bestaande uit twee gitaristen (Stochelo Rosenberg, solist, en Nous'che Rosenberg, ritmegitaar) en Nonnie Rosenberg (contrabas). Hun inspiratie is Django Reinhardt, de legendarische Sinti-gitarist van de jaren 30. Het Rosenberg Trio's genre wordt omschreven als Jazz Manouche of Gypsy Swing.

## Geschiedenis
Nous'che en Nonnie zijn zonen van Sani Rosenberg, een muzikant in de Nederlandse Sintigemeenschap. Zij groeiden op met de muziek van Django Reinhardt, in een zeer muzikale familie.
Nous'che begon te spelen met zijn neef en vriend, Stochelo Rosenberg, toen deze ongeveer tien jaar was (rond 1978). De precieze oprichtingsdatum van de groep is niet bekend, maar de leden spelen sinds circa 1992 samen. Belangrijke mijlpalen zijn de uitgave van een dvd met een liveopname van een tribuutconcert voor Django Reinhardt in 2007, en in 1992 het livealbum The Rosenberg Trio: Live at the North Sea Jazz Festival, die het trio vastlegt op hun jeugdig hoogtepunt.
De drie muzikanten zijn Ridder in de Orde van de Nederlandse Leeuw.

## Discografie
- Guitarra - 2010 met La Fuente
- Djangologists, Celebrating 100 years of Django Reinhardt, Featuring Biréli Lagrène - 2010
- Tribute To Stéphane Grappelli - 2008
- CorGoesGypsy - 2008 (met Cor Bakker)
- Roots - 2007
- Ready'n able - 2005
- Double jeu - 2004
- Live in Samois - 2003
- Louis van Dijk & The Rosenberg Trio - 2003
- The best of... (2cd) - 2002
- Sueños Gitanos - 2001
- Élégance - 2000
- Je zoenen zijn zoeter - 1999 (Herman van Veen & The Rosenberg Trio)
- 3 - Originals (2CD komplet Seresta - Gipsy Summer - Impressions) - 1998
- Noches Calientes - 1998
- Gypsy Swing - 1996
- Caravan - 1995 - met Stéphane Grappelli, Jan Akkerman en Frits Landesbergen
- Live at the North Sea Jazz Festival - 1993
- Impressions - 1992
- Gipsy Summer -1991
- Seresta - 1989

## Hitnoteringen

### Albums
| Album met eventuele hitnotering(en) in de Nederlandse Album Top 100 | Datum van verschijnen | Datum van binnenkomst | Hoogste positie | Aantal weken | Opmerkingen         |
| ------------------------------------------------------------------- | --------------------- | --------------------- | --------------- | ------------ | ------------------- |
| Impressions                                                         | 1993                  | 06-02-1993            | 49              | 4            |                     |
| Live at the North Sea Jazzfestival                                  | 1993                  | 10-07-1993            | 53              | 9            | Livealbum           |
| Caravan                                                             | 1993                  | 30-04-1993            | 40              | 16           |                     |
| Gipsy Swing                                                         | 1995                  | 09-09-1995            | 48              | 6            |                     |
| Noches calientes                                                    | 1998                  | 06-06-1998            | 10              | 17           |                     |
| Je zoenen zijn zoeter                                               | 1999                  | 18-09-1999            | 16              | 19           | met Herman van Veen |
| Suenos gitanos                                                      | 2001                  | 10-02-2001            | 30              | 16           |                     |
| Het beste van                                                       | 2002                  | 20-04-2002            | 35              | 7            | Verzamelalbum       |

### Singles
| Single met eventuele hitnotering(en) in de Nederlandse Top 40 | Datum van verschijnen | Datum van binnenkomst | Hoogste positie | Aantal weken | Opmerkingen                                     |
| ------------------------------------------------------------- | --------------------- | --------------------- | --------------- | ------------ | ----------------------------------------------- |
| Kali                                                          | 2009                  |                       |                 |              | met Django Wagner / nr. 17 in de Single Top 100 |
| Guitarra                                                      | 16-07-2010            |                       | tip15           | 4*           | met La Fuente / nr. 16 in de Single Top 100     |